# Ritešićklostret
Ritešićklostret (serbisk kyrilliska: Манастир Ритешић; latinska: Manastir Ritešić; kyrkslaviska: Монасты́рь Ритешичъ), också kallat Sankta Matrona av Moskvas kloster (Манастир Свете Матроне Московске/Manastir Svete Matrone Moskovske), är ett serbisk-ortodoxt kloster beläget i byn Ritešić nära staden Doboj, i Serbiska republiken i norra Bosnien och Hercegovina.
Klostret är helgat åt Sankta Matrona av Moskva och tillhör Zvorniks och Tuzlas stift.

## Historik
Byggandet av Ritešićklostret började den 8 april 2010. Grunden lades av Rysslands ambassadör i Bosnien och Hercegovina, Igor Kalabuhov. Den invigdes den 1 maj 2010 av den dåvarande biskopen av Zvornik och Tuzla, Vasilije.
Byggnadsarbetet fortsatte efter flera års avbrott under 2015 och 2016.
Klostrets första nunna var Zlata Živković och sedan 2020 är klostrets överhuvud arkimandrit Isaija Lukić.

## Klostret
- Klostret är byggt i rysk stil och kupolerna är lökformade.
- Klostret har en klocka, vars vikt är 300 kg och som invigdes den 2 maj 2012.[1]

## Bilder

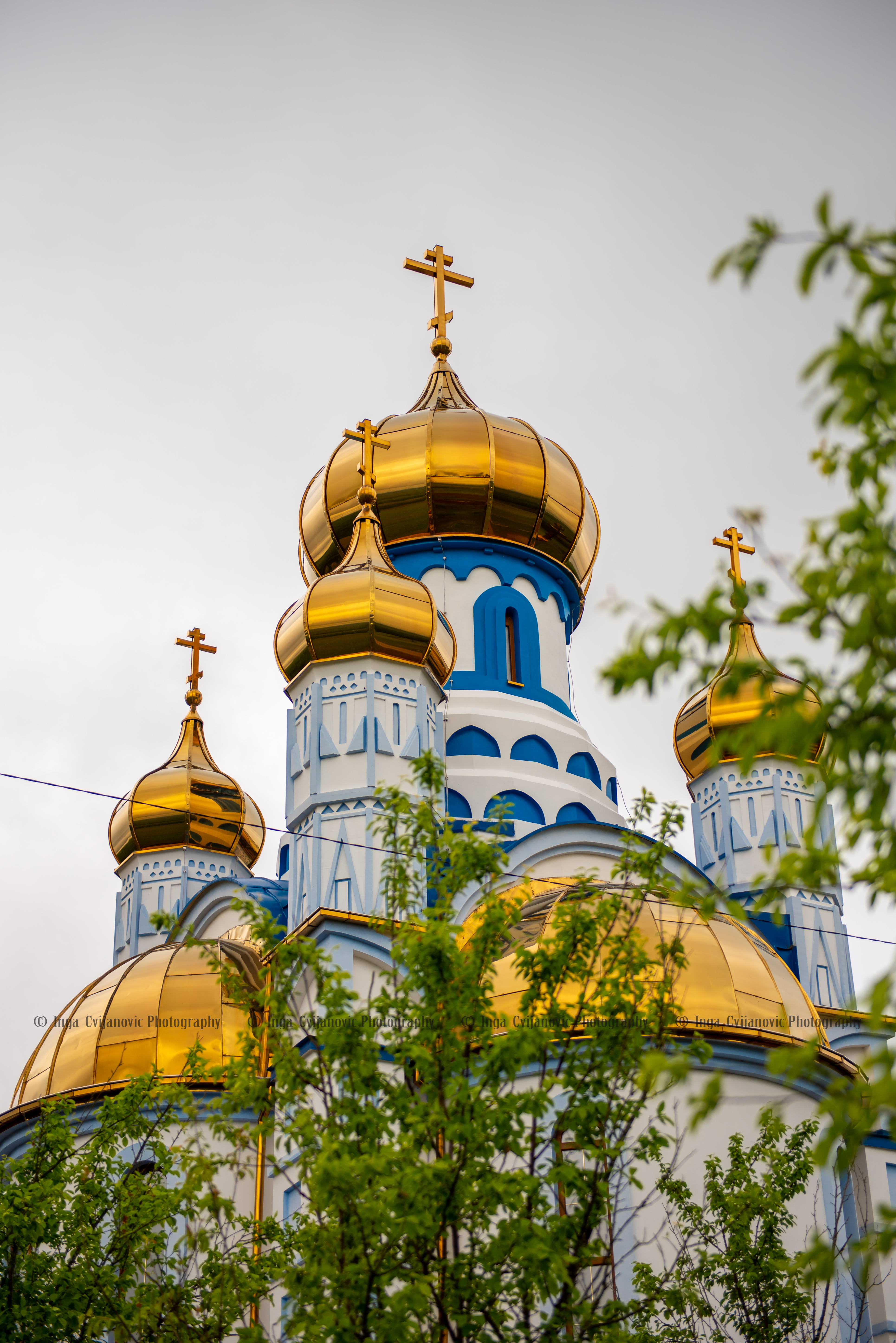
Närmare bild på kupolerna, som har ortodoxa kors på.
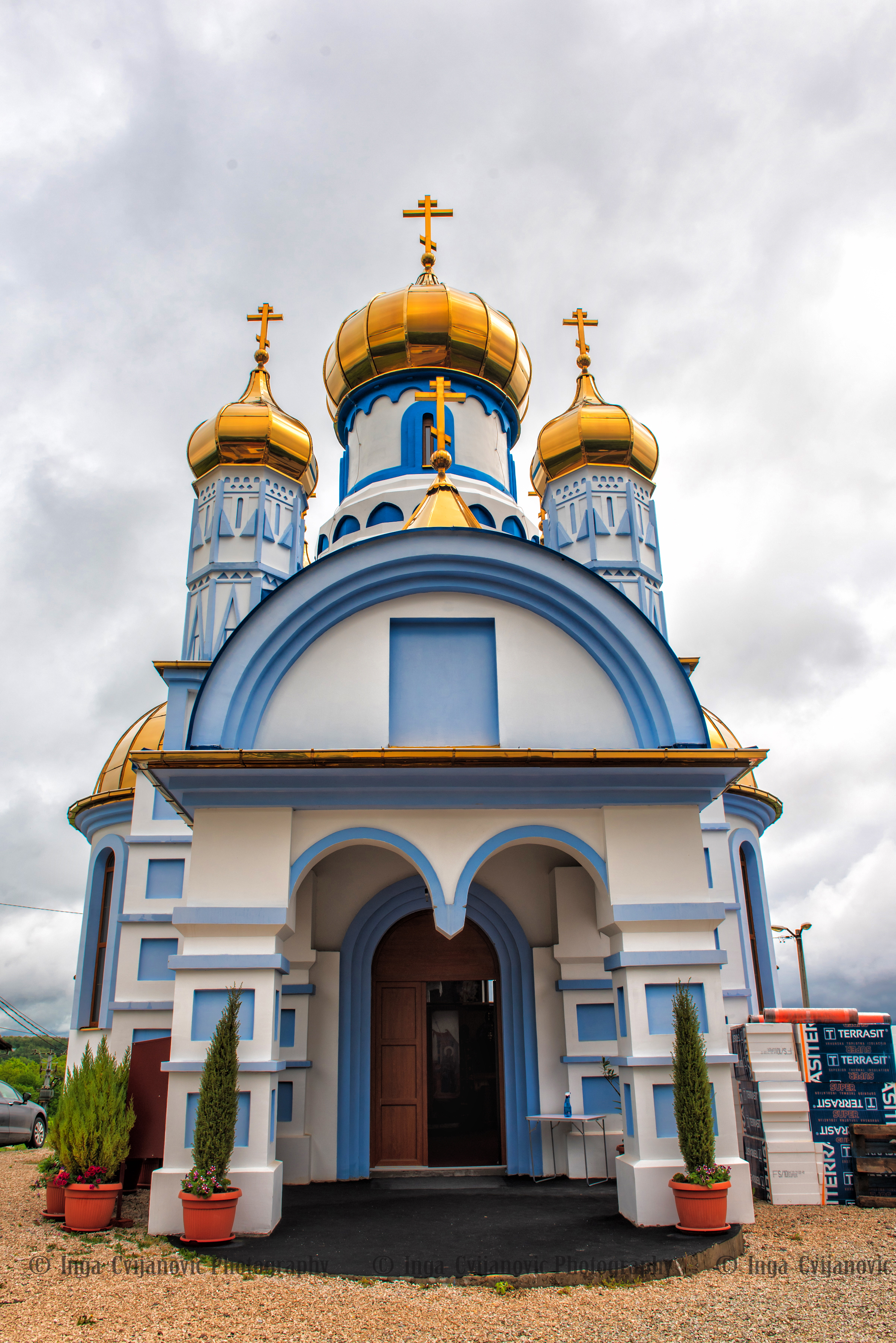
Ingången.
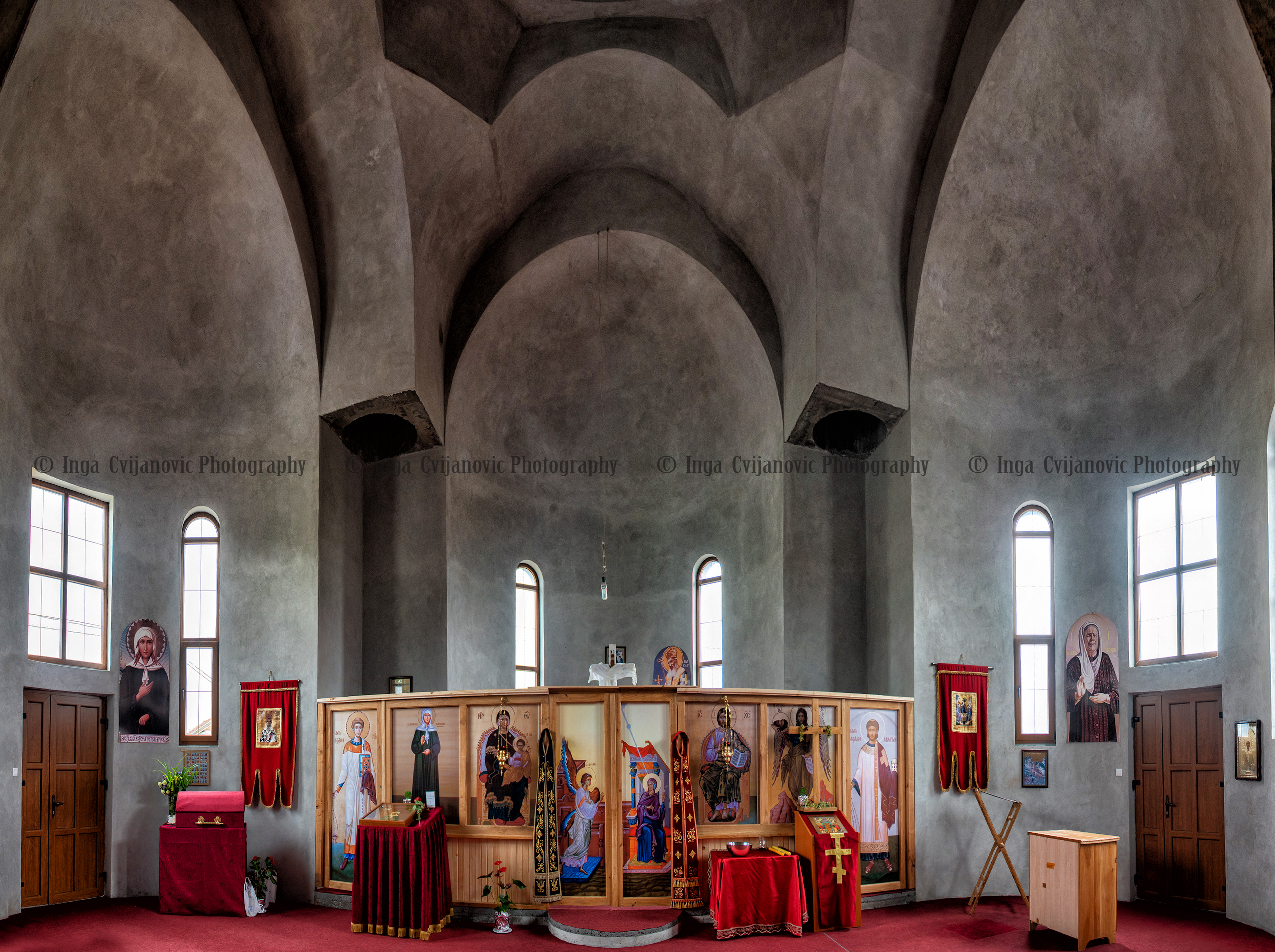
Klostrets interiör mot ikonosatsen.